# دومينجا أورتيز أورزوا
دومينجا أورتيز أورزوا (1 نوفمبر 1792 - 31 ديسمبر 1875) كانت زوجة الرئيس الفنزويلي خوسيه أنطونيو بايز والسيدة الأولى للجمهورية ثلاث مرات. ولدت في كاناجوا باريناس رئاسة فنزويلا العامة عام 1792، وتوفيت في كاراكاس فنزويلا عام 1875.
دومينجا متزوجة من خوسيه أنطونيو بايز، ولديها طفلان مانويل أ. بايز وماريا ديل روزاريو بايز دي لاموساس.